# 高体墨头鱼
高体墨头鱼（学名：Garra alticorpora）为鲤科墨头鱼属的鱼类。在中国，分布于云南省屏边县、属元江水系等。该物种的模式产地在云南省屏边县、属元江水系。

## 扩展阅读
維基物種上的相關：高体墨头鱼